# Oxhornssyra
Oxhornssyra (Rumex bucephalophorus) är en slideväxtart som beskrevs av Carl von Linné. Oxhornssyra ingår i släktet skräppor, och familjen slideväxter. Arten förekommer tillfälligt i Sverige, men reproducerar sig inte.
Blomman är rödaktig.

## Underarter
Arten delas in i följande underarter:
- R. b. bucephalophorus
- R. b. canariensis
- R. b. fruticescens
- R. b. stenocarpus